# Junak zadnje strane
Junak zadnje strane je drugi studijski album skupine Prizma. Album je bil posnet v studiu Tivoli, v Ljubljani in izdan leta 1983 pri založbi PGP RTB.

## Seznam skladb
| A stran | A stran               | A stran                         | A stran |
| Št.     | Naslov                | Pisec                           | Dolžina |
| ------- | --------------------- | ------------------------------- | ------- |
| 1.      | „Junak zadnje strane‟ | Danilo Kocjančič/Drago Mislej   | 3:40    |
| 2.      | „Običan petak‟        | Franci Čelhar/Drago Mislej      | 2:43    |
| 3.      | „Nisam kriv‟          | Franci Čelhar/Drago Mislej      | 3:45    |
| 4.      | „Alojzija‟            | Danilo Kocjančič/Drago Mislej   | 3:05    |
| 5.      | „Obećanja‟            | Danilo Kocjančič/Tomaž Domicelj | 3:47    |

| B stran | B stran           | B stran                       | B stran |
| Št.     | Naslov            | Pisec                         | Dolžina |
| ------- | ----------------- | ----------------------------- | ------- |
| 1.      | „Dosada‟          | Franci Čelhar/Drago Mislej    | 3:13    |
| 2.      | „Otvori prozor‟   | Danilo Kocjančič/Drago Mislej | 3:10    |
| 3.      | „Kad kasniš kući‟ | Danilo Kocjančič/Drago Mislej | 3:00    |
| 4.      | „Crna tama‟       | Franci Čelhar/Drago Mislej    | 3:48    |
| 5.      | „Stara moja‟      | Danilo Kocjančič/Drago Mislej | 4:18    |

## Zasedba

### Prizma
- Vladimir Mljač – solo vokal, bobni
- Igor Kos – kitara
- Danilo Kocjančič – bas kitara, solo vokal
- Franci Čelhar – klaviature, spremljevalni vokal

### Gostje
- Braco Doblekar - saksofon (A5, B4)
- Zdenko Cotič - kitara (A1-A3, B1, B2, B4, B5)
- Oto Pestner - spremljevalni vokal (A5)